# Vicia garbiensis
Vicia garbiensis là một loài thực vật có hoa trong họ Đậu. Loài này được Font Quer & Pau miêu tả khoa học đầu tiên.